# Janet Stephens
Janet Stephens est une coiffeuse américaine qui a travaillé en amateur à recréer avec les moyens d'époque les coiffures présentées sur les sculptures de l'Antiquité romaine, alors même que le consensus en histoire de l'art était de considérer ces coiffures comme des perruques ou un ajout des sculpteurs,.

## Travaux publiés
- (en) « Ancient Roman hairdressing: on (hair)pins and needles », Journal of Roman Archeology (en),‎ 2008 (lire en ligne)
- (en) « Recreating the Fonseca Hairstyle », EXARC,‎ 15 février 2013 (lire en ligne)
- (en) « Becoming a Blond in Renaissance Italy », Journal of the Walters Art Museum,‎ 2019 (lire en ligne)